# Sakurako Ōhara
Sakurako Ōhara (大原櫻子, Ōhara Sakurako), née le 10 janvier 1996 à Tokyo, est une actrice et chanteuse japonaise.

## Biographie

### Une vocation précoce
En primaire, Sakurako Ōhara s'intéresse à la comédie après avoir visionné un film où figurait l'actrice Dakota Fanning.
Fascinée par la comédie musicale américaine Annie, elle développe également une vocation pour le chant. En CE1, l'adaptation cinématographique d'Annie la conforte dans cet intérêt ; l'expressivité de l'interprète principale Aileen Quinn la touche particulièrement. Ōhara y perçoit une certaine émancipation : « On avait l'impression qu'elle chantait librement et cela semblait si agréable. » analyse-t-elle par la suite. Sur la même période, elle découvre Miss Saigon.
La comédie musicale lui semble alors la seule discipline en mesure de concrétiser ses deux passions (le jeu et le chant). Elle s'intéresse particulièrement aux productions de Broadway.
Enfant studieuse, elle pratique la danse, le piano, la guitare, le ballet et le chant.

### La révélation adolescente auprès du grand public
C'est par la danse que Sakurako Ōhara rentre dans l'industrie du divertissement. Repérée lors d'un récital, elle intègre en 2012 l'agence Fujiga Office Inc. en tant que danseuse mais manifeste rapidement l'envie d'être actrice auprès de son agent.
L'année suivante, de son propre chef et alors qu'elle n'a que 17 ans, elle auditionne pour incarner l'héroïne Riko dans le film Lovely Love Lie. Elle décroche le rôle devant 5 000 autres candidates. L'adolescente débutante se retrouve alors en tête d'affiche aux côtés d'un comédien confirmé, Takeru Satō. Un album dérivé, dans lequel elle est accompagnée par ses co-stars Ryō Yoshizawa et Yuki Morinaga, paraît sous le nom du groupe fictif qu'ils forment au sein du long métrage : MUSH&Co,. La prestation d'Ōhara lui permet de décrocher le prix Komori Kazuko de la Meilleure nouvelle actrice aux 23e Japan Movie Critics Awards.
Lovely Love Lie lance sa carrière d'actrice mais également de chanteuse. Si elle dispose de facultés pour le chant, elle favorise néanmoins la comédie et espère dès lors être qualifiée d'« actrice qui sait chanter ».
En parallèle, elle développe toutefois sa culture musicale. Elle témoigne ainsi d'un intérêt pour la pop en écoutant Momoiro Clover Z, Ringo Shiina, Ayaka, Hibari Misora, Kana Nishino, Ikimono Gakari ou encore la star sud-coréenne BoA. Elle est également marquée par les concerts du groupe de visual kei Golden Bomber et aime particulièrement les artistes véhiculant des messages forts tels que Leo Ieiri. Parmi ses autres influences, elle cite Norah Jones et l'actrice Audrey Hepburn pour son interprétation de Moon River dans Diamants sur canapé. Ces différents univers impactent sa créativité et forgent son propre style musical. En novembre 2014, elle sort son premier single solo Thank You et en mars 2015, son premier album Happy.

### Une carrière diversifiée
Début 2016, Sakurako Ōhara concrétise son rêve de jouer dans une comédie musicale par l'intermédiaire du duo Chikyū Gorgeous : sélectionnée pour leur dernière production, The Love Bugs, elle y côtoie Yū Shirota, Tomu Ranju, Sōichi Hirama ou encore Kenta Izuka. Dès lors, elle mène de front sa carrière de chanteuse-musicienne, d'actrice et d'interprète de comédie musicale.
Courant 2018, elle obtient son diplôme à l'Université Nihon, en faculté d'Arts, spécialité Cinéma.
En 2019, elle incarne pour la première fois le personnage central d'une série dans le drama Bishonure Tantei Mizuno Hagoromo dont elle interprète également le générique.

## Discographie

### Albums
- 2015 : Happy
- 2016 : V
- 2018 : Enjoy
- 2019 : Cam On! 5th Anniversary Best (compilation)
- 2020 : Passion
- 2021 : L
- 2022 : Fanfare
- 2023 : Spotlight (mini-album)
- 2024 : All Time Singles Best 2014–2024 "Anniversary" (compilation)

## Filmographie

### Dramas
| Titre                            | Année | Rôle             | Note(s) |
| -------------------------------- | ----- | ---------------- | ------- |
| Koukou Nyuushi                   | 2012  |                  | Invitée |
| Shinigami-kun                    | 2014  | Fukuko Onishi    | Invitée |
| Water Polo Yankees               | 2014  | Nagisa Iwasaki   |         |
| Koinaka                          | 2015  | Nanami Miura     |         |
| Suki na Hito ga Iru Koto         | 2016  | Manami Nishijima |         |
| Kono Koe wo Kimi ni              | 2017  | Misuzu Inaba     |         |
| Bishonure Tantei Mizuno Hagoromo | 2019  | Hagoromo Mizuno  |         |
| Natsuzora                        | 2019  | Yasue Yamada     | Asadora |
| Piple                            | 2020  | Kaede            |         |
| Tsumari Sukitte Iitain dakedo    | 2021  | Chitose          |         |

### Films
| Titre                  | Année | Rôle            | Note(s)        |
| ---------------------- | ----- | --------------- | -------------- |
| Lovely Love Lie        | 2013  | Riko Koeda      | Rôle principal |
| Lady Maiko             | 2014  | Chiharu Kojima  |                |
| Let's Go, Jets!        | 2017  |                 |                |
| The Day's Organ        | 2019  | Mitsue Nonomiya | Rôle principal |
| Inubu: The Dog Club    | 2021  | Yoshimi         |                |
| xxxHolic               | 2022  | Customer        |                |
| Mr. Hoshino Runs Today | 2026  | Shiori Hanaura  |                |

## Scénographie
| Titre                     | Année | Rôle          | Note(s)                                               |
| ------------------------- | ----- | ------------- | ----------------------------------------------------- |
| The Love Bugs             | 2016  | Tenko         | Distribution principale                               |
| Fun Home                  | 2018  | Medium Alison | Rôle principal                                        |
| Miss Saigon               | 2020  | Kim           | Rôle principal, tournée annulée en raison du Covid-19 |
| Kono sekai no katasumi ni | 2024  | Suzu Urano    | Rôle principal                                        |